# 英国皇家空军第85中队
英国皇家空军第85中队是英国皇家空军的历史中队，最后于2011年作为第85（预备）中队驻扎在彻奇芬顿皇家空军基地。

## 历史沿革

### 第一次世界大战
第85中队于1917年8月1日在厄帕翁皇家空军基地成立，该基地当时是{{英國皇家飛行隊|皇家飞行队]]的中央飞行学校所在地。中队首任指挥官为阿切尔少校（Maj R A Archer），成立后不久即移驻诺维奇附近的莫斯霍德希思机场。1917年11月转场至豪恩斯洛希思机场，1918年3月由维多利亚十字勋章获得者比利·毕晓普少校接任指挥官，负责筹备赴法作战事宜。1918年5月该中队装备索普威斯海豚战斗机和皇家飞机制造厂S.E.5战斗机，开始在西线战场执行战斗机巡逻和对地攻击任务直至停战。
1918年6月21日，新任指挥官爱德华·曼诺克少校（Edward "Mick" Mannock）推行编队战术改革。同年7月26日，曼诺克少校在掩护英格利斯中尉（Lt DC Inglis）时失踪，后被追授维多利亚十字勋章。该中队在一战期间累计取得99次空战胜利，著名王牌飞行员包括马尔科姆·麦格雷戈、阿瑟·兰德尔、约翰·沃纳等。该中队因军官团体的阶级偏见拒绝平民出身的王牌飞行员詹姆斯·麦卡登担任指挥官而引发争议。

### 第二次世界大战
1938年6月1日，中队以第87中队RAFA飞行队为基础重建，首任指挥官特纳上尉（F/Lt D.E. Turner）。1939年8月完成霍克飓风战斗机换装，9月进驻法国布机场作为英国远征军航空部队组成部分。在1940年法国战役期间，该中队11天内确认击落90架敌机，自身损失17名飞行员。不列颠战役期间负责英格兰南部防空，1940年10月转型为夜间战斗机部队直至战争结束。

### 喷气时代
战后该中队持续作为夜间战斗机单位服役，先后换装格洛斯特流星、格洛斯特标枪和英国电气堪培拉等机型。1975年12月改编为血犬导弹防空单位，辖多个分遣队驻守英国各地。1991年7月31日因冷战结束裁军解散。2008年重组为初级飞行训练中队，2011年8月因国防预算削减再次解散。
2025年3月17日，最后一位参加过不列颠战役的中队成员帕迪·海明威（Paddy Hemingway）去世，享年105岁。

## 历任指挥官
| 就任      | 离任      | 姓名                                                  |
| --------- | --------- | ----------------------------------------------------- |
| 1917年8月 | 1918年3月 | 阿切尔少校                                            |
| 1918年3月 | 1918年6月 | 威廉·毕晓普少校（维多利亚十字勋章、杰出服务勋章等）   |
| 1918年6月 | 1918年8月 | 爱德华·曼诺克少校（维多利亚十字勋章、杰出服务勋章等） |

### 文献
- 弗兰克斯等. 《第一次世界大战美国王牌》. 鱼鹰出版社, 2001. ISBN 1-84176-375-6
- 哈利. 《英国皇家空军及英联邦中队1918–1988》. 航空英国, 1988. ISBN 0-85130-164-9
- 杰弗德. 《英国皇家空军中队全记录》. 航空生活, 2001. ISBN 1-84037-141-2